# Lėvens upės slėnis
Lėvens upės slėnis este o arie protejată (sit de importanță comunitară — SCI) din Lituania întinsă pe o suprafață de 909,4 ha, integral pe uscat.

## Localizare
Centrul sitului Lėvens upės slėnis este situat la coordonatele 55°47′30″N 24°52′19″E / 55.7916°N 24.8719°E.

## Înființare
Situl Lėvens upės slėnis a fost declarat sit de importanță comunitară în august 2008 pentru a proteja 1 specie de plante și 5 specii de animale.

## Biodiversitate
Situată în ecoregiunea boreală, aria protejată conține 9 habitate naturale: Pajiști uscate seminaturale și facies de acoperire cu tufișuri pe substraturi calcaroase (Festuco-Brometalia) (* situri importante pentru orhidee), Pajiști fino-scandinave uscate până la mezice, bogate în specii de altitudine mică, Pajiști cu Molinia pe soluri calcaroase, turboase sau argilos-nămoloase (Molinion caeruleae), Liziere de ierburi înalte hidrofile de câmpie și de nivel montan până la alpin, Pajiști aluvionare boreale nordice, Fânețe de joasă altitudine (Alopecurus pratensis, Sanguisorba officinalis), Taiga vestică, Păduri fino-scandinave bogate în ierburi cu Picea abies, Păduri aluvionare cu Alnus glutinosa și Fraxinus excelsior (Alno-Padion, Alnion incanae, Salicion albae).
La baza desemnării sitului se află mai multe specii protejate:
- plante (1): turiță (Agrimonia pilosa)
- mamifere (1): vidră de râu (Lutra lutra)
- nevertebrate (3): Graphoderus bilineatus, libelule (Leucorrhinia pectoralis), fluturele purpuriu (Lycaena dispar)
- pești (1): cicar (Lampetra planeri)